# Ali Fuat Cebesoy

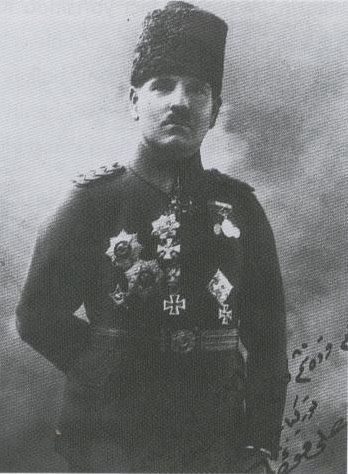
Ali Fuat Cebesoy

Ali Fuat Cebesoy (* 23. September 1882 in İstanbul; † 10. Januar 1968 ebenda) war ein osmanisch-türkischer General, Kämpfer im Türkischen Befreiungskrieg, Abgeordneter, Minister und Botschafter der Türkei. Vor dem Erlass des Namensgesetzes 1934 hieß er Ali Fuat Pascha oder Ali Fuat Bey.

## Familie und Schuljahre

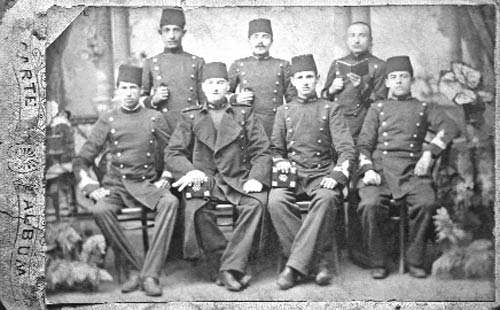
Ali Fuat Cebesoy (1. Reihe, 3. von links) mit Lehrgangskameraden der Kriegsschule des Osmanischen Reiches (1901), darunter Kâzım Özalp (1. Reihe, 1. von links), Mustafa Kemal Atatürk (1. Reihe, 2. von links) und Sedat Doğruer (1. Reihe, 4. von links)

Cebesoy kam am 23. September 1882 in Salacak im Istanbuler Stadtteil Üsküdar auf die Welt. Sein Großvater mütterlicherseits Feldmarschall Mehmed Ali Pascha, ein zum Islam konvertierter Deutscher, war Delegierter der Osmanen beim Berliner Kongress. Sein Vater İsmail Fazıl Pascha war später der erste Minister für Bauwesen der Türkei. Die Grundschule besuchte er in Erzincan, danach ging er in Istanbul auf die französische Mittelschule Saint Joseph (1894–1899). Gegen den Willen seines Vaters schrieb er sich am 13. März 1899 in der Militärschule ein. Dort war er Klassenkamerad von Mustafa Kemal aus Saloniki. Cebesoy schloss die Militärschule als Leutnant am 9. Januar 1902 ab. Am 11. Januar 1905 beendete er mit dem Rang eines Hauptmanns als Jahrgangsbester die Militärakademie, während Mustafa Kemal Fünftbester wurde.

## Cebesoy beim Militär
Cebesoy war wie viele andere Offiziere und Kadetten Mitglied des Komitees für Einheit und Fortschritt, das gegen das autoritäre Regime des Sultan Abdülhamid II. war und diesen 1908 stürzte. Seinen Dienst als Offizier begann Cebesoy in Beirut. 1907 wurde er zum Oberleutnant befördert. Als 1911 der Italienisch-Türkische Krieg um das osmanische Libyen ausbrach, war Cebesoy einer der ersten osmanischen Soldaten, die in den Krieg geschickt wurden. Während des Balkankrieges kämpfte Cebesoy erfolgreich in den Schlachten von Montenegro, Ioannina, Pista und Pisani. Dafür wurde er zum Oberstleutnant befördert.

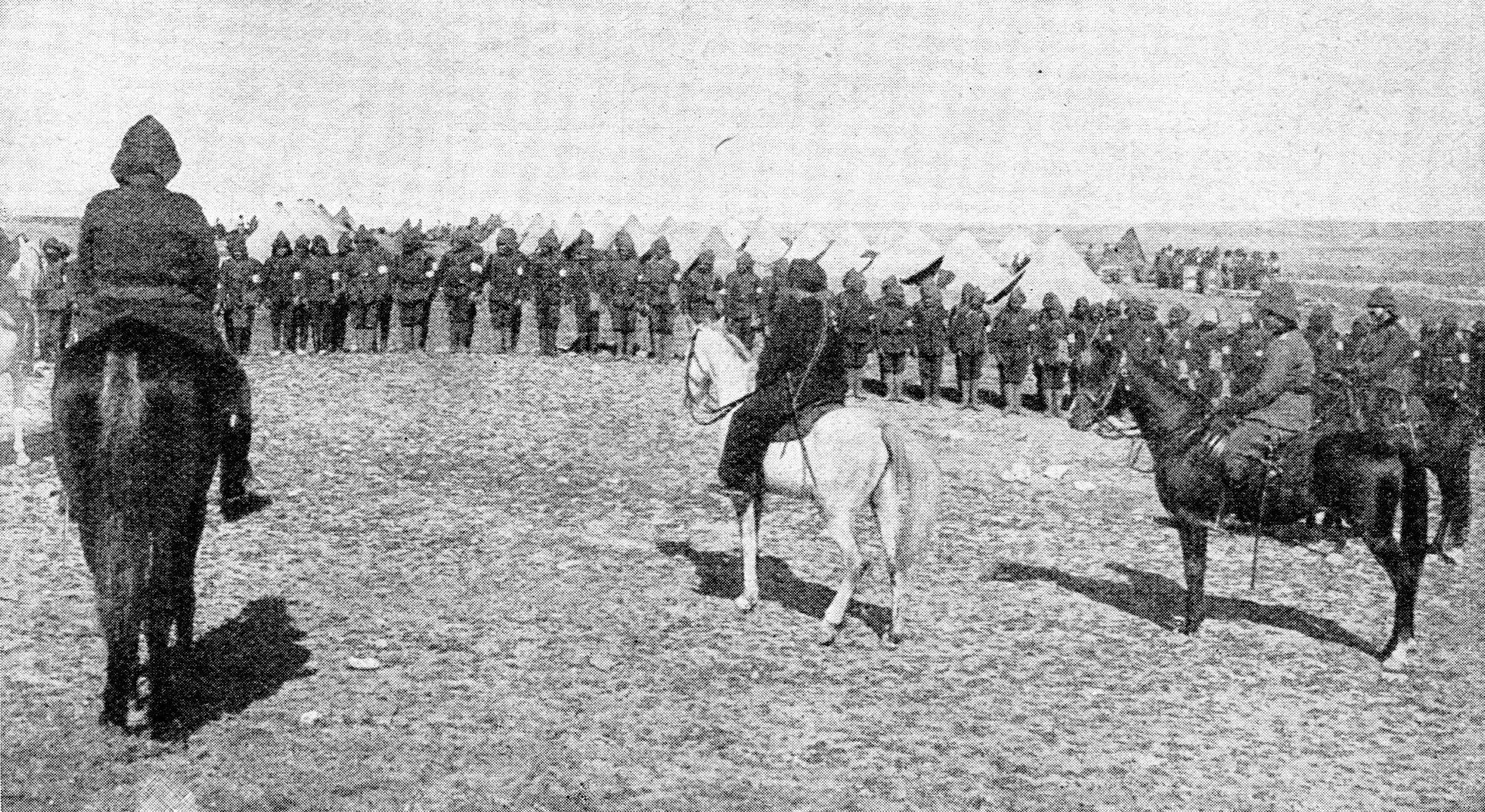
„Ali Fuad Bey verabschiedet in der Wüste Truppen, die am Kanal eingesetzt werden sollen“. Originaltext der Illustrirten Zeitung 1915. Unklar, welche der Personen Ali Fuad Bey ist. Mit dem Kanal ist offensichtlich der Suezkanal gemeint

Im Ersten Weltkrieg war er als Stabschef des VIII. Korps an den Kämpfen am Sueskanal gegen die Briten beteiligt. Danach stand er an der Kaukasusfront als Befehlshaber der 5. Division unter dem Befehl von Mustafa Kemal. 1915 stieg er zum Oberst und 1917 zum Generalmajor auf.
1918 kämpfte Cebesoy an der Palästinafront in der Heeresgruppe Yıldırım (= „Jilderim“, türk. für Blitz), die unter dem Oberbefehl von Otto Liman von Sanders stand. Der anfangs erfolgreiche von Sanders wurde nach einer Niederlage gegen die Briten unter Edmund Allenby am 23. September 1918 durch Mustafa Kemal ersetzt. Aber auch dieser konnte den Vormarsch der Briten nicht stoppen, so dass die Briten am 1. Oktober Damaskus und am 25. Oktober Aleppo einnahmen. Am 30. Oktober 1918 unterzeichneten die Osmanen dann den Waffenstillstand von Mudros und mussten ihre Truppen demobilisieren. Cebesoy aber zog sich mit dem XX. Korps erst nach Konya und von dort nach Ankara zurück und verweigerte die Niederlegung der Waffen.

### Befreiungskrieg

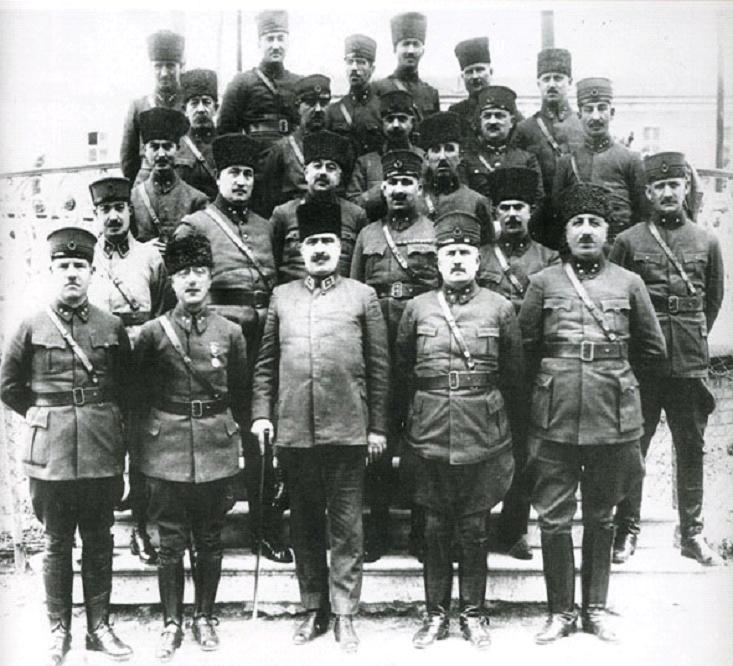
Cebesoy (vorne ganz links) im Kreise einiger Befehlshaber im türkischen Befreiungskrieg (Foto von 1923)

Als dann die Alliierten 1919 Istanbul besetzten, gab es in Anatolien nur noch zwei Korps, die nicht unter alliierter Kontrolle waren. Das war das Korps von Kâzım Karabekir, mit dem Cebesoy verwandt war, in Erzurum und das XX. Korps von Cebesoy in Ankara. Ein bewaffneter Zusammenstoß bei Geyve (in der heutigen Provinz Sakarya) zwischen dem XX. Korps und britischen Truppen, die Richtung Eskişehir unterwegs waren, gilt als der Anfang des türkischen Befreiungskrieges.
Als Mustafa Kemal in Samsun an Land ging, traf er sich mit Cebesoy in Amasya, wo sie gemeinsam den Amasyaerlass verkündeten. Anfangs kämpfte Cebesoy mit seinem XX. Korps in Westanatolien gegen die Griechen. Die Regierung in Istanbul hatte mit einem Telegramm Cebesoy unterrichtet, dass Mustafa Kemal all seiner Posten und Ränge enthoben war. Cebesoy aber stellte sich gegen Regierung und verkündete in einem Rundschreiben an alle Gouverneure, dass diese nur seinem Befehl zu folgen haben. Cebesoy sorgte auch dafür, dass sich Widerstandskämpfer in Verbänden organisierten und sich der Befreiungsbewegung anschlossen. Nach dem Kongress von Sivas wurde Cebesoy zum Befehlshaber der Kuvayı Milliye – irreguläre bewaffnete Gruppen – ernannt. Zusammen mit Çerkez Ethem kämpfte er im Griechisch-Türkischen Krieg 1920. Im Oktober 1920 konnten sie gegen den Willen des türkischen Stabschefs İsmet İnönü die Stadt Gediz von den Griechen zurückerobern. Nach dem Ende des Krieges wurde die Kuvayı Milliye aufgelöst und Cebesoy als Vertreter der Kemalisten nach Moskau entsandt.

## Cebesoy als Botschafter
Die Entsendung als Botschafter nach Moskau geschah wohl wegen der Unstimmigkeiten zwischen Cebesoy und İnönü. Die Westfront wurde neu organisiert und durch die Generäle İnönü und Refet Bele kommandiert. Cebesoy indes war von Mustafa Kemal damit beauftragt, ein Abkommen mit den Sowjets zu schließen und die türkisch-sowjetische Grenze in Ostanatolien festzulegen. Im Osten kämpften die Türken im Türkisch-Armenischen Krieg um Gebiete, die im Ersten Weltkrieg von Armeniern und den sie unterstützenden Russen erobert worden waren. General Kâzım Karabekir konnte ab September die Armenier in einer Reihe von Schlachten verdrängen. Am 16. März 1921 wurde im Vertrag von Moskau die Ostgrenze festgelegt. Der Vertrag sprach den Türken auch Gebiete zu, die sie schon 1878 an die Russen verloren hatten. Mit dem Vertrag wurden die Kemalisten auch zum ersten Mal international anerkannt.

## Politik

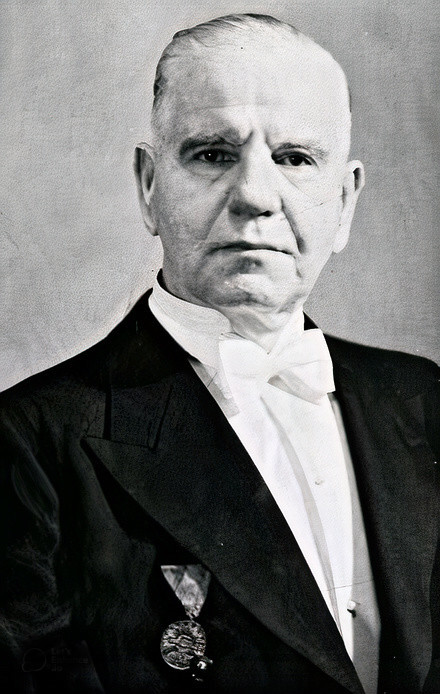
Ali Fuat Cebesoy

Am 10. Mai 1921 kehrte Cebesoy nach Ankara zurück. Er wurde Vorsitzender der Gesellschaft zur Verteidigung der Rechte (tr: Müdafaa-i Hukuk Cemiyeti). 1923 wurde er in Konya Inspekteur der Türkischen 2. Armee. Ein Jahr später trat er als Inspekteur zurück und wurde Abgeordneter der Cumhuriyet Halk Partisi für Ankara.
1924 war er einer der Gründer und Generalsekretär der ersten Oppositionspartei, der Terakkiperver Cumhuriyet Fırkası. Doch die Partei wurde nur ein Jahr später verboten. Als dann Pläne für ein Attentat gegen Atatürk auftauchten, wurde unter anderem Cebesoy verhaftet. Nach den Verhandlungen wurden mehrere Angeklagte hingerichtet. Cebesoy wurde freigesprochen. Am Ende der zweiten Legislaturperiode am 1. Oktober 1927 musste Cebesoy als Abgeordneter zurücktreten. Am 5. Dezember 1927 wurde er aus dem Militärdienst in den Ruhestand versetzt. Cebesoy wurde für vier Jahre mit einem politischen Betätigungsverbot belegt.
1931 kehrte Cebesoy nach der Versöhnung mit Atatürk wieder in die Politik zurück. Er wurde zum Abgeordneten für Konya gewählt. Als İsmet İnönü Staatspräsident war, wurde Cebesoy von 1939 bis 1943 Minister für Bauwesen. Cebesoy reiste zum 50. Geburtstag von Adolf Hitler mit einer Delegation am 14. April 1939 nach Berlin. 1948 wurde er Parlamentspräsident.
Im selben Jahr trat er von seinem Amt zurück und verließ die Cumhuriyet Halk Partisi, um der Demokrat Parti beizutreten. 1950 wurde er als Abgeordneter für Eskişehir gewählt und 1957 für İstanbul. Nach dem Militärputsch von 1960 wurde er mit anderen Regierungs- und Parteimitgliedern verhaftet und in den Yassıada-Prozesse vor Gericht gestellt. Cebesoy kam frei.
Cebesoy war mehrmals Abgeordneter für verschiedene Provinzen. So war er für Ankara in der I. und II. Legislaturperiode im Parlament. In der IV. bis VIII. Legislaturperiode saß er für Konya im Parlament und in der X. und XI. Legislaturperiode für Istanbul.

## Tod und Bestattung
Cebesoy, der nie geheiratet hatte, starb am 10. Januar 1968 in Istanbul. Er wurde in einer Moschee in der Nähe des Ortes Alifuatpaşa in Geyve, wo er 1920 gegen britische Truppen gekämpft hatte, begraben. Dort existiert ein Museum, das Exponate von Cebesoy wie Fotos und Briefe ausstellt. 
Nach dem Militärputsch 1980 wurde sein Leichnam aufgrund des Protestes seiner Familie nicht auf den Türkischen Staatsfriedhof in Ankara überführt, doch ist er dort mit einem symbolischen Grab geehrt.

## Bücher
Cebesoy schrieb mehrere Bücher über seine verschiedenen Lebensabschnitte:
- Milli Mücadele Hatıratı (Erinnerungen an den Befreiungskrieg)
- Moskova Hatıraları (Erinnerungen an Moskau)
- Birüssebi – Gazze Meydan Muharebesi ve 20 nci Kolordu (Be’er Scheva – Die Gazaschlacht und das 20. Korps)
- Mektep Arkadaşım Atatürk (Mein Klassenkamerad Atatürk)
- Siyasi Hatıralar (Politische Erinnerungen)
- Mustafa Kemal – Milli Lider (Mustafa Kemal – Der nationale Führer)